# Preobrajenka, Țarîceanka
Preobrajenka (în ucraineană Преображенка) este un sat în comuna Iuriivka din raionul Țarîceanka, regiunea Dnipropetrovsk, Ucraina.

## Demografie
Componența lingvistică a localității Preobrajenka
     Ucraineană (94,28%)
     Rusă (3,75%)
     Alte limbi (0,09%)
Conform recensământului din 2001, majoritatea populației localității Preobrajenka era vorbitoare de ucraineană (94,28%), existând în minoritate și vorbitori de rusă (3,75%).